# Соловьёво (городской округ город Бор)
Соловьёво — деревня в городском округе город Бор Нижегородской области России.

## История
В 1965 г. Указом Президиума ВС РСФСР деревня Харино переименована в Соловьёво.

## Население
| 2002 | 2010 |
| ---- | ---- |
| 2    | ↗3   |